# Bačka Topola (općina)
Općina Bačka Topola je jedna od općina u Republici Srbiji. Nalazi se u AP Vojvodini i spada u Sjevernobački okrug. Po podacima iz 2004. općina zauzima površinu od 596 km² (od čega na poljoprivrednu površinu otpada 54 677 ha, a na šumsku 120 ha. Centar općine je grad Bačka Topola. Općina Bačka Topola se sastoji od 23 naselja. Po podacima iz 2002. godine u općini je živjelo 38 245 stanovnika, a prirodni priraštaj je iznosio -8.7 %. Po podacima iz 2004. broj zaposlenih u općini iznosi 8.928 ljudi. U općini se nalazi 9 osnovnih i 3 srednjih škola.

## Naseljena mjesta
- Bagremovo
- Bajša
- Bačka Topola
- Bački Sokolac
- Bogaraš
- Gornja Rogatica
- Gunaroš
- Zobnatica
- Kavilo
- Karađorđevo
- Krivaja
- Mali Beograd
- Mićunovo
- Novo Orahovo
- Njegoševo
- Obornjača
- Tomislavci (ranije Orešković)
- Panonija
- Pačir
- Pobeda
- Svetićevo
- Srednji Salaš
- Stara Moravica

## Etnička struktura
- Mađari - 22.543 (58,94%)
- Srbi - 11.454 (29,94%)
- Jugoslaveni - 831 (2,17%)
- Crnogorci - 547 (1,43%)
- Hrvati - 454 (1,18%)
- ostali

## Vanjske poveznice
- Službena prezentacija općine  Arhivirana inačica izvorne stranice od 15. srpnja 2007. (Wayback Machine)